# Overveerpolder
Het waterschap De Overveerpolder was een waterschap in de gemeente Oegstgeest, in de Nederlandse provincie Zuid-Holland. De polder stond ook bekend onder de naam Brouckhovenpolder.
Het waterschap was verantwoordelijk voor de vervening, drooglegging en later de waterhuishouding in de polder. Daarna werd de polder in gebruik genomen als weiland. Het is een beschermd dorpsgezicht. Ook is er, in een gedeelte van de polder, een scoutinggroep gevestigd. De polder dreigt plaats te moeten maken voor voetbalvelden. Hiertegen is veel protest van natuurliefhebbers. Er is daarom een petitie gemaakt om de polder voor de natuur te behouden.